# Joaquim Antônio de Siqueira Torres
Joaquim Antônio de Siqueira Torres, primeiro barão de Água Branca (Água Branca, 8 de setembro de 1808 – , 29 de janeiro de 1888) foi um nobre, político e proprietário rural brasileiro.

## Vida
Filho do capitão Teotônio Vitoriano Torres e de Gertrudes Maria da Trindade.

O barão de Água Branca casou-se duas vezes. A primeira vez foi com Joaquina Vieira Sandes, com quem teve três filhos: Severino Pompeu de Siqueira Torres, Minervina de Siqueira Torres, Joana de Siqueira Torres. A segunda vez foi com Joana Vieira Sandes (Baronesa de Água Branca) com quem teve oito filhos: Cícero Joaquim de Siqueira Torres, Joaquim Antônio de Siqueira Torres, Miguel de Siqueira Torres, Manoel de Siqueira Torres, Antônio de Siqueira Torres, Alexandre de Siqueira Torres, Luís Vieira de Siqueira Torres (foi senador e vice-governador do estado de Alagoas) e Brandina de Siqueira Torres.
Joana Vieira Sandes nasceu em Água Branca no dia 30 de dezembro de 1830 e morreu no dia 27 de dezembro de 1923, com 93 anos de idade.
Um dos maiores feitos de Joaquim Antônio de Siqueira Torres foi a construção da Igreja Matriz de Água Branca. Avalia-se que gastou parte considerável de sua fortuna para erguer um dos mais belos templos do país.
Esse desprendimento foi reconhecido pelo imperador D. Pedro II, que lhe concedeu, pelo Decreto Imperial de 15 de novembro de 1879, o título de barão, e do Papa Leão XIII recebeu a comenda da Ordem de São Gregório Magno.

Os descendentes do barão de Água Branca permanecem residindo na região de Alagoas, sua família permanece na região com forte veia política.

## Títulos nobiliárquicos e honrarias
Recebeu a comenda da Ordem de São Gregório Magno pelo Papa Leão XIII, por ter patrocinado a construção da igreja matriz de Água Branca.

### Barão de Água Branca
Título conferido por decreto imperial em 15 de novembro de 1879. Faz referência à cidade alagoana de Água Branca.